# آنا ماير
آنا ماير (بالإنجليزية: Anna Meyer)‏ هي لاعب كرة قاعدة أمريكية، ولدت في 17 نوفمبر 1928 في أورورا في الولايات المتحدة.